# Campionato europeo maschile under 19 di calcio 2025
Il Campionato Europeo Under 19 UEFA 2025 è stata la 22ª edizione del torneo organizzato dalla UEFA. Il torneo, a cui hanno partecipato solo i giocatori nati dopo il 1º gennaio 2006, si è svolto in Romania dal 13 al 26 giugno 2025 e si è concluso con la vittoria dei Paesi Bassi, che si sono così aggiudicati il torneo per la prima volta nella loro storia, superando in finale per 1-0 la Spagna.

## Squadre partecipanti
La seguente tabella riporta le otto nazionali qualificate per la fase finale del torneo:
Nota: tutte le statistiche sulle presenze includono solo l'era U-19 (dal 2002).
| Nazionale   | Metodo di qualificazione                                       | Fasi finali disputate | Ultima qualificazione | Migliore risultato nel torneo                                    |
| ----------- | -------------------------------------------------------------- | --------------------- | --------------------- | ---------------------------------------------------------------- |
| Romania     | Nazione ospitante                                              | 3                     | 2022                  | Fase a gironi (2011, 2022)                                       |
| Danimarca   | 1ª classificata nel Gruppo 1 del turno Elite di qualificazione | 2                     | 2024                  | Fase a gironi (2024)                                             |
| Montenegro  | 1ª classificata nel Gruppo 2 del turno Elite di qualificazione | 1                     | -                     | Debutto                                                          |
| Paesi Bassi | 1ª classificata nel Gruppo 3 del turno Elite di qualificazione | 6                     | 2017                  | Semifinali (2017)                                                |
| Norvegia    | 1ª classificata nel Gruppo 4 del turno Elite di qualificazione | 8                     | 2024                  | Semifinali (2023)                                                |
| Spagna      | 1ª classificata nel Gruppo 5 del turno Elite di qualificazione | 15                    | 2024                  | Vincitore (2002, 2004, 2006, 2007, 2011, 2012, 2015, 2019, 2024) |
| Germania    | 1ª classificata nel Gruppo 6 del turno Elite di qualificazione | 10                    | 2017                  | Vincitore (2008, 2014)                                           |
| Inghilterra | 1ª classificata nel Gruppo 7 del turno Elite di qualificazione | 12                    | 2022                  | Vincitore (2017, 2022)                                           |

## Città e stadi
| Stadio Rapid-Giulești    | Stadio Arcul de Triumf      | Stadio Ilie Oană            |                             |                             |                             |
| Capienza: 14 050         | Capienza: 8 207             | Capienza: 4 518             |                             |                             |                             |
|                          |                             |                             |                             |                             |                             |
| Voluntari                | Bucarest Voluntari Ploiești | Bucarest Voluntari Ploiești | Bucarest Voluntari Ploiești | Bucarest Voluntari Ploiești | Bucarest Voluntari Ploiești |
| Stadio Anghel Iordănescu | Bucarest Voluntari Ploiești | Bucarest Voluntari Ploiești | Bucarest Voluntari Ploiești | Bucarest Voluntari Ploiești | Bucarest Voluntari Ploiești |
| Capienza: 4 600          | Bucarest Voluntari Ploiești | Bucarest Voluntari Ploiești | Bucarest Voluntari Ploiești | Bucarest Voluntari Ploiești | Bucarest Voluntari Ploiești |
|                          | Bucarest Voluntari Ploiești | Bucarest Voluntari Ploiești | Bucarest Voluntari Ploiești | Bucarest Voluntari Ploiești | Bucarest Voluntari Ploiești |

## Fase a gironi

### Regolamento
Le prime due squadre di ogni girone si qualificano alle semifinali del torneo.
Se due o più squadre dello stesso girone sono a pari punti al termine della fase a gironi, per determinare la classifica si applicano i seguenti criteri nell'ordine indicato:
- maggior numero di punti nelle partite disputate fra le squadre in questione (scontri diretti);
- miglior differenza reti nelle partite disputate fra le squadre in questione;
- maggior numero di gol segnati nelle partite disputate fra le squadre in questione.

Se alcune squadre sono ancora a pari merito dopo aver applicato questi criteri, essi vengono riapplicati esclusivamente alle partite fra le squadre in questione per determinare la classifica finale.
Se la suddetta procedura non porta a un esito, si applicano i seguenti criteri:
- miglior differenza reti in tutte le partite del girone;
- maggior numero di gol segnati in tutte le partite del girone;
- migliore condotta fair play al torneo, calcolata partendo da 10 punti per squadra, che vengono decurtati in questo modo:
  1. ogni ammonizione: un punto;
  2. ogni doppia ammonizione o espulsione: tre punti;
  3. ogni espulsione diretta dopo un'ammonizione: quattro punti;
- sorteggio.

Se due squadre che hanno lo stesso numero di punti e lo stesso numero di gol segnati e subiti si sfidano nell'ultima partita del girone e sono ancora a pari punti al termine della giornata, la classifica finale viene determinata tramite i tiri di rigore, purché nessun'altra squadra del girone abbia gli stessi punti al termine della fase a gironi.

### Girone A

#### Classifica
| Pos. | Squadra    | Pt | G | V | N | P | GF | GS | DR  |
| ---- | ---------- | -- | - | - | - | - | -- | -- | --- |
| 1.   | Spagna     | 9  | 3 | 3 | 0 | 0 | 9  | 1  | +8  |
| 2.   | Romania    | 6  | 3 | 2 | 0 | 1 | 6  | 4  | +2  |
| 3.   | Danimarca  | 3  | 3 | 1 | 0 | 2 | 5  | 4  | +1  |
| 4.   | Montenegro | 0  | 3 | 0 | 0 | 3 | 1  | 12 | -11 |

#### Risultati
| Arbitro: | D'hondt |

|                 |           |  |
| Buur 45’ (aut.) | Marcatori |  |

| Arbitro: | Andoniou |

|                          |           |              |
| Marincău 63’ Barbu 90+1’ | Marcatori | 13’ Vlahović |

| Arbitro: | Bandić |

|                                                 |           |  |
| Berthelsen 9’ Themsen 32’, 52’ Agyekum 68’, 74’ | Marcatori |  |

| Arbitro: | Hennessy |

|               |           |                                      |
| Szimionaș 49’ | Marcatori | 3’ Cordero 67’ Martín 73’ Monserrate |

| Arbitro: | Menelaos |

|  |           |                                                    |
|  | Marcatori | 14’, 28’, 65’ Junyent 16’ Virgili 35’ Huestamendía |

| Arbitro: | Colombo |

|  |           |                                  |
|  | Marcatori | 34’ Guțea 58’ Barbu 77’ Vermeșan |

### Girone B

#### Classifica
| Pos. | Squadra     | Pt | G | V | N | P | GF | GS | DR |
| ---- | ----------- | -- | - | - | - | - | -- | -- | -- |
| 1.   | Paesi Bassi | 9  | 3 | 3 | 0 | 0 | 9  | 2  | +7 |
| 2.   | Germania    | 4  | 3 | 1 | 1 | 1 | 7  | 9  | -2 |
| 3.   | Inghilterra | 2  | 3 | 0 | 2 | 1 | 9  | 11 | -2 |
| 4.   | Norvegia    | 1  | 3 | 0 | 1 | 2 | 3  | 6  | -3 |

#### Risultati
| Arbitro: | Bandić |

|                             |           |                                  |
| Watson 11’ Moore 80’ (rig.) | Marcatori | 18’ Røssing-Lelesiit 45’ Granaas |

| Arbitro: | Alberola Rojas |

|  |           |                              |
|  | Marcatori | 43’, 90+1’ Oufkir 90+4’ Smit |

| Arbitro: | D'hondt |

|  |           |                     |
|  | Marcatori | 65’ Smit 83’ Konadu |

| Arbitro: | Colombo |

|                                                    |           |                                                              |
| Darvich 7’ El Mala 31’, 48’ Moerstedt 42’ Wurm 44’ | Marcatori | 35’ King 52’ Wheatley 55’ Russell-Denny 61’ Abbott 63’ Derry |

| Arbitro: | Hennessy |

|                                         |           |                          |
| Smit 22’ Redmond 35’, 69’ Vennegoor 42’ | Marcatori | 52’ Wheatley 90+3’ Derry |

| Arbitro: | Alberola Rojas |

|             |           |                             |
| Granaas 72’ | Marcatori | 85’ Ouédraogo 90+1’ El Mala |

## Fase a eliminazione diretta

### Tabellone
|  | Semifinali | Semifinali   | Semifinali  |             |        | Finale | Finale | Finale |  |
|  |            |              |             |             |        |        |        |        |  |
|  | 1A         | Spagna (dts) | 6           |             |        |        |        |        |  |
|  | 1A         | Spagna (dts) | 6           |             |        |        |        |        |  |
|  | 2B         | Germania     | 5           |             |        |        |        |        |  |
|  | 2B         | Germania     | 5           |             | Spagna | Spagna | 0      |        |  |
|  |            |              |             |             | Spagna | Spagna | 0      |        |  |
|  |            |              | Paesi Bassi | Paesi Bassi | 1      |        |        |        |  |
|  | 1B         | Paesi Bassi  | Paesi Bassi | Paesi Bassi | 1      | 3      |        |        |  |
|  | 1B         | Paesi Bassi  |             |             |        |        |        |        |  |
|  | 2A         | Romania      | 1           |             |        |        |        |        |  |

### Semifinali
| Arbitro: | D'hondt |

|                                                         |           |                                                           |
| García 61’, 90+1’, 90+5’, 119’ Marqués 97’ Virgili 113’ | Marcatori | 28’, 104’, 107’ Moerstedt 78’ El Mala 90+9’ (aut.) Cuenca |

| Arbitro: | Colombo |

|                               |           |           |
| Konadu 36’ Smit 42’ Sliti 53’ | Marcatori | 68’ Barbu |

### Finale
| Arbitro: | Hennessy |

|  |           |                            |
|  | Marcatori | 63’ (aut.) Jiménez Latorre |

## Classifica marcatori
4 reti
- Said El Mala
- Max Moerstedt
- Kees Smit
- Pablo García

3 reti
- Quim Junyent
- David Barbu

2 reti
- Jonathan Agyekum
- Mike Themsen
- Jesse Derry
- Ethan Wheatley
- Sondre Granaas
- Don Konadu
- Ayoub Oufkir
- Zépiqueno Redmond
- Jan Virgili

1 rete
- Villum Berthelsen
- Noah Darvich
- Assan Ouédraogo
- Leopold Wurm
- Zach Abbott
- Josh King
- Mikey Moore (1 rig.)
- Reiss-Alexander Russell-Denny
- Tom Watson
- Vuk Vlahović
- Aymen Sliti
- Lucas Vennegoor of Hesselink
- Alexander Røssing-Lelesiit
- Remus Guțea
- Emanuel-Pavel Marincău
- Luca Szimionaș
- Ioan Vermeșan
- Antoñito Cordero
- Peio Huestamendía
- Tommy Marqués
- Jon Martín
- Jano Monserrate

Autogol
- Oscar Buur (1, pro  Spagna)
- Andrés Cuenca (1, pro  Germania)
- Raúl Jiménez Latorre (1, pro  Paesi Bassi)